# Farah X
Farah Zeb Khalid, (27 de dezembro de 1976, Nashville, Estados Unidos) também conhecida como Farah X, é uma diretora e editora americo-paquistanesa. É conhecida pelo seu trabalho no documentário The Remix: Hip Hop X Fashion.

## Biografia
Farah nasceu a 27 de dezembro de 1976 em Nashville, Tennessee e cresceu em Los Angeles, Califórnia. Em 1995, trabalhou como modelo em Londres e Paris antes de regressar a Los Angeles para estudar na Escola de Artes Cinematográficas da Universidade do Sul da Califórnia. Em 2005, integrou a equipa da produtora Sunset Edit, tornando-se então na sua única editora do sexo feminino. Trabalhou com cantores como Prince, Mariah Carey, Beyoncé e Rapsody. Em 2006, dirigiu um segmento da longa-metragem Dropped, e em 2015, uma peça para Infinity, de Mariah Carey.
Em 2019, Farah X realizou o videoclip para o tema Oprah de Rapsody com Leikeli47 e Reyna Biddy, o qual recebeu o Prémio de Melhor Videoclip no Urbanworld Film Festival de 2020. Posteriormente, co-dirigiu o documentário The Remix: Hip Hop X Fashion, ao lado de Lisa Cortes, que estreou no Tribeca Film Festival. O filme foi vencedor de seis prémios de Melhor Documentário, incluindo no Sidewalk Film Festival e no Milwaukee Film Festival.
Em 2021, dirigiu uma série online de cinco episódios, intitulado de SeeHer: Multiplicity, que redebeu o Prémio Gracie em Programação Original em 2022. A série também ganhou os prêmios Telly de ouro e prata em 2022.

## Filmografia
| Year | Film                                        | Realizadora/Diretora | Editora | Tipo               |
| ---- | ------------------------------------------- | -------------------- | ------- | ------------------ |
| 2022 | The Beauty of Blackness                     |                      | x       | Documentário       |
| 2021 | SeeHer: Multiplicity                        | x                    |         | Série: 5 Episódios |
| 2021 | Crusaders: Ex Jehovah's Witnesses Speak Out |                      | x       | Documentário       |
| 2021 | Made by Her Monuments                       | x                    |         | Documentário       |
| 2019 | The Remix: Hip Hop X Fashion                | x                    | x       | Documentário       |
| 2019 | Rapsody: Oprah                              | x                    | x       | Videoclip          |
| 2017 | Interior Motives                            |                      | x       | Documentário       |
| 2015 | Joan Baez: Rebel Icon                       |                      | x       | Documentário       |
| 2015 | Infinity                                    | x                    | x       | Videoclip          |
| 2014 | Mariah Carey: You're Mine (Eternal)         |                      | x       | Videoclip          |
| 2013 | We Came Home                                |                      | x       | Documentário       |
| 2011 | The Life and Death of Steriogram            |                      | x       | Longa Metragem     |
| 2008 | Crepe Covered Sidewalks                     |                      | x       | Documentário       |
| 2008 | Fall Out Boy: I Don't Care                  |                      | x       | Videoclip          |
| 2008 | Number One with a Bullet                    |                      | x       | Documentário       |
| 2007 | Incubus: Look Alive                         |                      | x       | Videoclip          |
| 2006 | Dropped                                     | x                    | x       | Documentário       |
| 2006 | One Blood                                   |                      | x       | Videoclip          |
| 2006 | Kelis: Bossy                                |                      | x       | Videoclip          |
| 2000 | Meta                                        |                      | x       | Curta Metragem     |
| 2000 | Hellraiser: Resurrection                    |                      | x       | Videoclip          |